# Křtiny (film, 1989)
Křtiny (v originále Baptême) je francouzsko- belgický hraný film z roku 1989, který režíroval René Féret podle vlastního scénáře. Snímek měl světovou premiéru dne 23. srpna 1989.

## Děj
Příběh se odehrává ve městě Auchy-les-Mines v severní Francii v roce 1935. Aline, jejíž rodiče provozují trafiku a kavárnu, je zasnoubená s vesnickým notářem. Jeho bratr André obchoduje se svým přítelem Pierrem. Když se Aline a Pierre potkají, zamilují se na první pohled. Aby se Aline provdala za Pierra, namluví rodičům, že je s ním těhotná. Po líbánkách na Korsice Aline převezme kavárnu svých rodičů místo své zemřelé matky a otce, který začal pít. Pierre zkouší neúspěšně různá zaměstnání. Jejich první syn Rémi zemře při požáru ve věku tří let. Později se jim narodí další dvě děti, z nichž poslední dostane opět jméno Rémi.

## Obsazení
| Valérie Stroh        | Aline Dauchy-Gravey |
| Jean-Yves Berteloot  | Pierre Gravey       |
| Jacques Bonnaffé     | André Gravey        |
| Pierre-Alain Chapuis | Maurice, vychovatel |
| Edith Scob           | Rosalie Dauchy      |
| René Ozo             | François Dauchy     |
| Clarisse Weber       | Marie               |
| Dominique Reymond    | Colette             |
| Valérie Lacombe      | Ginette, chůva      |
| Christian Hecq       | číšník              |
| Elsa Zylberstein     | Gabrielle           |

## Ocenění
- Mezinárodní frankofonní filmový festival v Namuru: nejlepší film a nejlepší herečka